# 绵腹衣酸
绵腹衣酸（英語：Anziaic acid）是在地衣中发现的一种缩酚酸，是橄榄酸的酯二聚体。它在C试验中呈红色反应。
绵腹衣酸通过抑制拓扑异构酶发挥抗菌化合物的作用。
绵腹衣酸存在于梅花衣科的一些物种中，包括双歧根属、珊瑚枝衣属、斑叶属等。

## 生产
绵腹衣酸可以由人工合成，由橄榄酸通过O-苯酚位置的苄基化，然后与三氟乙酸酐缩合。

## 性质
绵腹衣酸是无色的，能溶于乙醇、乙醇-水混合物或环己烷-苯混合物。

## 相关化合物
珠光酸、dihydroprolichenic acid、绵腹衣酸-2'-O-甲醚、珠光酸-2-O-甲醚、珠光酸-2'-O-甲醚和planaic acid是绵腹衣酸的衍生物。